# 마쓰시로 군발지진

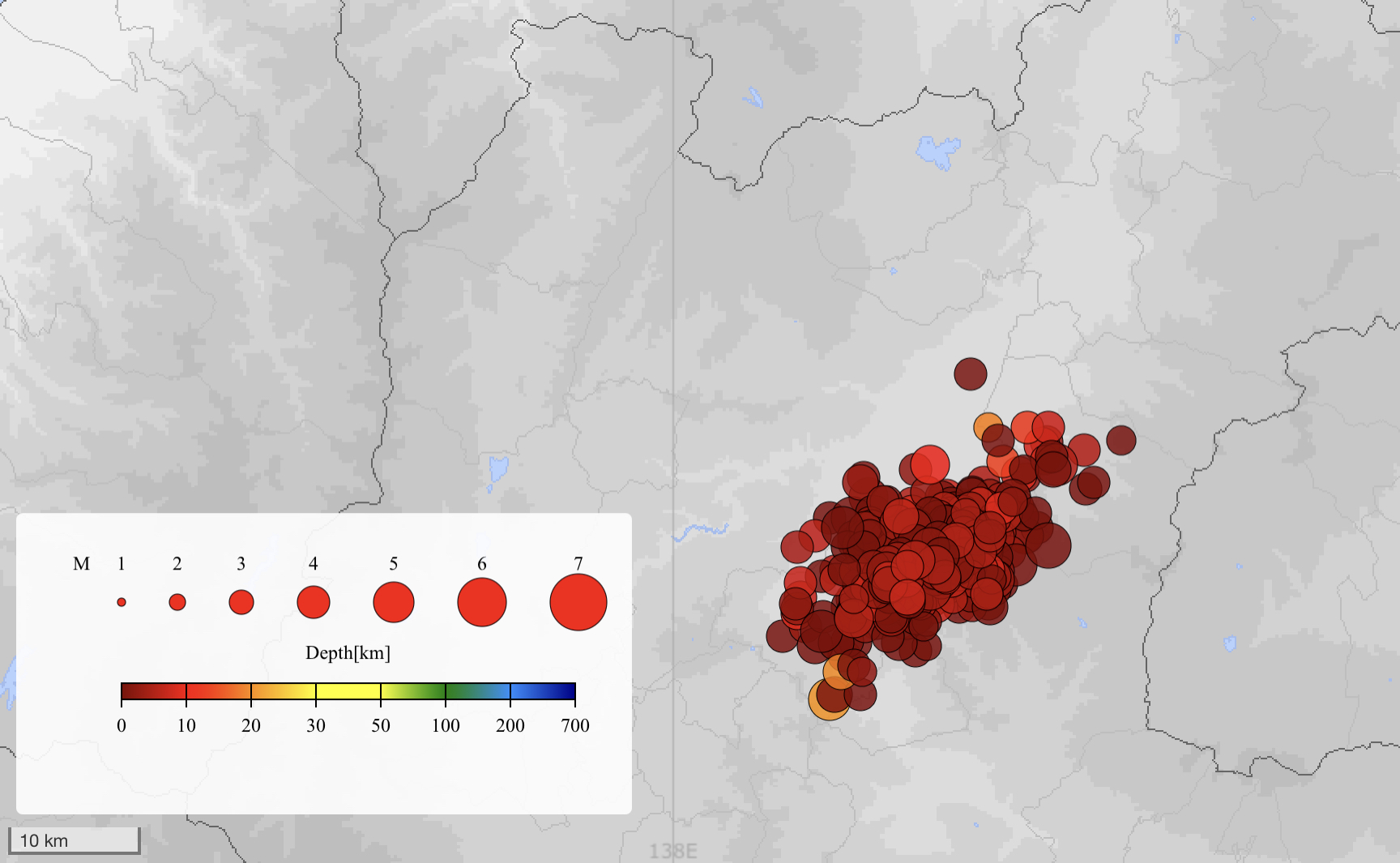
진앙 분포 (1965년 8월 ~ 1967년 5월)

마쓰시로 군발지진(일본어: 松代群発地震) 은 일본 나가노현 마츠시로정(현 나가노시의 일부) 미나카미산 일대에서 1965~1970년, 즉 무려 5년에 걸쳐서 발생한 군발지진이다. 세계적으로도 이렇게 오랜 기간에 걸쳐 일어나고, 엽기적으로 발생 수가 많은 군발지진은 찾아보기 힘들다. 군발지진의 종합적인 에너지 (지진 규모)는 M6.4에 해당한다.

## 결과
총 지진 발생횟수 71만1341회, 발생기간 약 5년, 64회의 산사태. 인명피해는 없었지만, 지역 주민들이 수 년 동안 이 지진 때문에 고생했다고 한다.